# 新迪布羅瓦 (日托米爾州)
50°55′54″N 29°15′13″E / 50.93167°N 29.25361°E
新迪布羅瓦（烏克蘭語：Нова Діброва），是烏克蘭的村落，位於該國北部日托米爾州，由科羅斯滕區馬林市鎮負責管轄，始建於1880年，面積0.69平方公里，海拔高度173米，2001年人口118，人口密度每平方公里170.03人。